# Oliver Biehler
Oli Biehler (* 1969) ist ein deutscher Komponist.

## Biografie
Oli Biehler begann im Alter von fünf Jahren mit dem Klavierspiel. Mit 12 nahm er erstmals an Musikwettbewerben teil. Seit er 16 war, hatte er eine eigene Band und mit 21 Jahren unterschrieb er seinen ersten Plattenvertrag. Von 1991 bis 1997 studierte er an der Hochschule für Musik Karlsruhe und Filmkomposition an der Filmakademie Baden-Württemberg bei dem Oscarpreisträger Cong Su. Bereits mit 26 besaß er sein erstes eigenes Musikstudio. Zwei Jahre später war er ein Teil der Studiogemeinschaft Transporterraum in Berlin, die sich um den Musikproduzenten Moses Schneider formiert hatte. In dieser Zeit entstanden nicht nur diverse Filmkompositionen, sondern er war auch als Arrangeur und Instrumentalist für Künstler wie Tocotronic, Beatsteaks und Ronan Keating tätig. 2007 zog er an den Ammersee, wo er sein Studio auf dem Gut Raucherberg einrichtete. 2014 erfolgte die Rückkehr nach Berlin.
Seit er 1999 mit dem Fernsehfilm Delta Team – Auftrag geheim! als Filmkomponist für einen Langspielfilm debütierte, schrieb Biehler Musik zu Fernsehfilmen wie Mein erster Freund, Mutter und ich und Ich habe es dir nie erzählt und Kinoproduktionen wie FC Venus – Angriff ist die beste Verteidigung. Für seine Musik in Mein erster Freund, Mutter und ich und Das siebte Foto wurde er bei der Verleihung des Deutschen Fernsehpreises 2004 für die Beste Musik ausgezeichnet.
Eine Nominierung für den Deutschen Filmpreis 2012 in der Kategorie „Beste Filmmusik“ erhielt er für den Film Der Albaner. 2013 kam es zu einer Nominierung für den deutschen Musikautorenpreis der GEMA. 2017 gewann er den Deutschen Filmpreis für die beste Filmmusik in Johannes Nabers Film Das kalte Herz sowie den deutschen Filmmusikpreis der IAMA (International Academy of Media and Arts).

## Filmografie (Auswahl)
- 1998: Feuer
- 1998: Die Blume der Hausfrau
- 1999: Delta Team – Auftrag geheim!
- 2002: Nachts im Park
- 2002: Weihnachtsmann gesucht
- 2002: Blond: Eva Blond! – Der Mörder spricht das Urteil
- ab 2003: Tatort (Fernsehreihe)
  - 2003: Romeo und Julia
  - 2005: Leiden wie ein Tier
  - 2006: Schlaflos in Weimar
  - 2007: Fettkiller
  - 2011: Der schöne Schein
  - 2021: Blind Date
- 2003: Das siebte Foto
- 2003: Jagd auf den Flammenmann
- 2003: Mein erster Freund, Mutter und ich
- 2004: Baal
- 2004: Italiener und andere Süßigkeiten
- 2005: Ein Koala-Bär allein zu Haus
- 2005: Tausche Kind gegen Karriere
- 2006: FC Venus – Angriff ist die beste Verteidigung
- 2007: 2030 – Aufstand der Alten
- 2008: Die Sache mit dem Glück
- 2009: Die Rebellin
- 2009: Schutzlos
- 2009: Ein starkes Team – Das große Fressen
- 2010: Der Albaner
- 2011: 2030 – Aufstand der Jungen
- 2011: Die Minensucherin
- 2012: Deckname Luna
- 2012: Der letzte schöne Tag
- 2012: Ich habe es dir nie erzählt
- 2013: Alles für meine Tochter (Fernsehfilm)
- 2013: Blutgeld
- 2013: Polizeiruf 110 – Zwischen den Welten
- 2014: Besser als Nix
- 2015: Marie Brand und der schöne Schein (Fernsehfilm)
- 2015: Dresden Mord – Dresdner Dämonen
- 2016: Einfach Rosa – Verliebt, verlobt, verboten
- 2016: Das kalte Herz
- 2017: Ein starkes Team – Vergiftet
- 2019: Ein starkes Team – Eiskalt
- 2019: Scheidung für Anfänger
- 2019: Ich bin Anastasia
- 2020: Lindenberg! Mach dein Ding
- 2020: Verunsichert – Alles Gute für die Zukunft
- 2021: Eisland (Fernsehfilm)
- 2022: Polizeiruf 110: Black Box
- 2022: Der Scheich (Miniserie)
- 2022: Polizeiruf 110: Hexen brennen
- 2024: Kati – Eine Kür, die bleibt (Fernsehfilm)